# Bothriocraera flavipes
Bothriocraera flavipes är en stekelart som beskrevs av Timberlake 1916. Bothriocraera flavipes ingår i släktet Bothriocraera och familjen sköldlussteklar. Inga underarter finns listade.